# Koreasat 5
O Koreasat 5, também conhecido por Mugungwha 5, é um satélite de comunicação geoestacionário sul-coreano que foi construído pela Alcatel Alenia Space. Ele está localizado na posição orbital de 113 graus de longitude leste e é operado pela KT Corporation. O satélite foi baseado na plataforma Spacebus-4000C1 e sua expectativa de vida útil é de 15 anos.

## História
O Koreasat 5 é o primeiro satélite de comunicações civil e militar simultâneo da Coreia do Sul. A Alcatel Space forneceu tanto o satélite de multimissão, como o seu sistema de controle de solo, juntamente com o lançamento e início da fase de operações de apoio (LEOP).
Com base na nova geração da plataforma Spacebus-4000C1  da Alcatel Space, O Koreasat 5 apresenta uma carga útil de banda larga state-of-the-art, incluindo novas tecnologias desenvolvidas no âmbito do programa Syracuse 3.
O satélite oferece avançados serviços de multimédia de banda larga e de transmissão de televisão digital, juntamente com serviços de telecomunicações convencionais para os operadores na região da Ásia-Pacífico.
O Koreasat 5 sofreu uma falha em um mecanismo do dispositivo do painel solar que comprometeu sua capacidade e resultou em uma reivindicação de seguro em 2013.

## Lançamento
O satélite foi lançado com sucesso ao espaço no dia 22 de agosto de 2006, às 03:27 UTC, por meio de um veiculo Zenit-3SL, a partir da base de lançamento da Sea Launch, a Odyssey. Ele tinha uma massa de lançamento de 4.465 kg.

## Capacidade e cobertura
O Koreasat 5 é equipado com 24 transponders em banda Ku, 8 e banda SHF e 4 em banda Ka para fornecer serviços de telecomunicações para a Coreia do Sul e para a região da Ásia-Pacífico.